# 조주영 (의사)
조주영은 대한민국의 의사이자 대학교수이다.
소화기내과 전문의로 위, 식도 역류 질환 및 식도이완불능증, 위암, 식도암치료를 중심으로 진료한다. 
1999년 조기 위암의 내시경 점막하박리술을 국내에서 가장 먼저 시행하였으며(대한소화기내시경 학회 창립 40주년사 참조) 2009년에 내시경수술과 복강경 외과수술을 접목하여 최소 절제로 위를 보전하는 하이브리드 노츠 수술법을 개발하였다.(대한소화기내시경 학회 창립 40주년사 참조, 2024 NECA 신의료기술 등재) 
2011년에는 식도이완불능증을 치료하기 위해 경구내시경 근층절개술(POEM)을 시행하였다. 

## 경력사항
- 2021 ~ 차의과학대학교 강남차병원 소화기병센터장

- 2021 ~ 차의과학대학교 강남차병원 소화기내과 교수

- 2019 ~ 대한민국의학한림원 정회원

- 2019 ~ 2021 대한소화기내시경학회 이사장
- 2019 ~ 2021 국제소화기내시경네트워크(IDEN) 이사장
- 2019 ~ 국제소화기내시경네트워크(IDEN) 자문위원

- 2024 ~ 대한의료기술혁신학회 회장
- 2019 ~ 2023 대한의료기술혁신학회 부회장

- 차의과학대학교 분당차병원 내시경센터 센터장

- 차의과학대학교 분당차병원 소화기내과 교수
- 소화기내과 분과전문의
- 소화기 내시경 세부 전문의
- 소화기암 전문의
- 췌장담도 내시경 전문의

- 대한소화기암연구학회 자문위원

- 대한소화기항암학회 정책보험이사

- 식품의약품안전처 의료기기심사부 자문위원

- 한국보건의료연구원 연구기획 자문위원

- 대한위암학회 이사

- 대한위암학회 편집위원회 위원

- 대한위암학회 재무위원회 위원

- 대한위암학회 제정위원회 위원

- 내시경 신기술 기기위원회 위원

- ESD연구회 간사

- 대한소화기내시경학회 정보전산이사

- 미국 소화기내시경학회 국제위원

- 일본 소화기내시경학회 국제위원

- 대한 H. pylori 연구학회 정회원

- 대한위암학회 정회원

- 대한소화기학회 정회원

- 대한소화기내시경학회 정회원

- 대한내과학회 정회원

- 순천향대학교 내과학교실 교수

- 순천향의대부속 순천향병원 교수

- 순천향의대부속 순천향병원 부교수

- 요코하마 소화대학북부병원 연구원

- 순천향의대부속 순천향병원 조교수

- 순천향의대부속 순천향병원 전임강사

## 저서
- 위암의 내시경 치료(2006)

- 위암의 새로운 내시경 점막절제술(2006)

- ESD ATLAS(시술기구의 선택과 부위별 공략법)(2007)

- 소화관종양 내시경치료술의 실제(2009)

- 명의가 추천하는 상부 소화관 내시경검사법(2010)

- Atlas of Diagnostic and Therapeutic Gastrointestinal Endoscopy(2011)

- 바로 알 수 있는 핵심 복부초음파(2011)

- Atlas of Diagnostic and Therapeutic Gastrointestinal Endoscopy(2012)

- 식도암의 진단과 치료(2012)

- 조기위암 아틀라스(2012)

- Atlas of diagnostic and therapeutic gastrointestinal endoscopy(2013)

- Endoscopic Submucosal Dissection, Principles and Practice(2015)

- Natural Image Endoscopy(2016)

- 위식도역류질환의 최신 진단과 치료(2018)

- Small Intestine Disease(2022)
- 제대로 알자!! 일상생활 개선으로 정복하는 역류성 식도염(2023)

## 방송출연
- EBS 명의 제118회 - 위, 식도 길을 내다 (09.08.07)

- EBS 명의 제247회 - 한국인의 생명을 위협하는 10대 암 - 위암(12.03.09)

- EBS 명의 제313회 - 습관이 키우는 질환 (13.06.21)

- EBS 명의 제422회 - 명의 스페셜 <다시 보는 5대 암> - 위암 (15.08.14)

- 네이버TV 네이버 건강에서 방영한 [위암] 위암 예방을 위한 명의의 당부에 패널로 출연하였다.

## 수상내역
- 한국과학기술총연합회 우수논문상(2022)

- 미국 소화기내시경주간 최우수교육비디오상(2019)

- 일본 소화기병주간 국제학회 JDDW 트래블 그랜트(2017)

- 미국 소화기내시경주간 교육비디오상(2016)

- 미국 소화기내시경주간 최우수교육비디오상(2015)

- 미국 소화기내시경주간 최우수교육비디오상(2014)

- 미국 소화기내시경주간 교육비디오상(2013)

- 국제위암학회 학술대회 우수구연상(2013)

- 미국 소화기내시경주간 최우수교육비디오상(2012)

- 미국 소화기내시경주간 최우수교육비디오상(2011)

- 미국 소화기내시경주간 최우수교육비디오상(2010)

- 미국 소화기내시경주간 최우수교육비디오상(2009)

- 미국 소화기내시경주간 최우수교육비디오상(2008)

- 미국 소화기내시경주간 최우수교육비디오상(2007)

- 미국 소화기내시경주간 최우수교육비디오상(2006)

## 업적
난치성 소화기 질환의 권위자라고 불릴 정도로 식도이완불능증으로 고통받는 사람들에게 매우 유명하다. 그렇다고 식도이완불능증만 치료가능한 것이 아닌 위암, 식도암, 위·식도 역류질환에서도 뛰어난 치료기술을 보유하고 있다.
식도이완불능증에는 2011년 국내 최초로 식도이완불능증을 치료할 경구내시경 근층절개술(POEM)을 도입하였으며, 위암, 식도암에는 내시경 점막하박리술(ESD)을 도입하였다.
기존에 위암환자는 위를 일정부분 이상 절개하여야 하였지만 1999년 내시경 점막하박리술(ESD)을 국내에 처음으로 도입 및 2009년에는 내시경수술과 복강경 외과수술을 접목하여 최소 절제로 위를 보전하는 하이브리드 노츠(Hybrid NOTES) 수술법을 개발, 현미경내시경을 도입하며 진단에서부터 치료까지 하는 등 위암 수술의 새로운 패러다임을 제공하였다.
위·식도 역류질환에서는 항역류내시경 시술인 ARES와 스트레타(STRETTA)라는 치료법을 이용하여 기존에 약물치료로 호전이 없던 난치성 위·식도 역류질환에서의 내시경 시술을 통해 치료에 앞장서고 있다.
국내 내시경 치료기술을 해외 의사에게도 교육을 통해 전파하고 있다. 실제로 튀르키예 소화기학회에서 조주영 교수에게 내시경 시술(POEM, ESD)을 배우기 위해 연수를 신청하여 한국에 방문하여 연수를 받고 갔다. 2022년도에는 튀르키예에서 개최된 소화기병주간에 초청받아 첨단 소화기 치료내시경에 대해 발표하는 등 국내·외에 한국의 내시경 치료방법에 대해 알리고 있다. 2018년도에는 튀르키예 소화기학회의 초청을 받아 튀르키예에 방문하여 라이브 시술 및 강의를 하였다.
베트남, 일본, 미국, 중국, 대만 등 여러 국가의 소화기학회의 학술대회에 초청받아 강의를 하는 등 밀접한 관계를 지니고 있다.
미국소화기내시경 주간(ADDW)에 내시경 장면을 교육 비디오로 제작, 제공하여 교육비디오상을 12년 연속 수상하였다.
최근 식도이완불능증의 내시경적 수술인 경구내시경 근층절개술(POEM)의 400례를 돌파하였다. 또한 세계 최초로 1년 7개월된 영아와 7세의 환아에게 식도무이완증 진단 및 경구내시경 근층절개술(POEM)에 성공하는 등 식도무이완증으로 고통받는 환자들을 나이에 구분없이 치료해주고자 노력한다.
2019년도에 대한의학한림원의 정회원으로 선출되어 활동을 이어가고 있다.
대한민국의학한림원은 우리나라 의학의 지속적인 발전 및 국민 건강 증진을 위해 지난 2004년 창립된 국내 의료계의 최고 석학 단체로서 엄격한 심사기준을 통과하여야 정회원이 될 수 있다.
대한소화기내시경학회의 이사장으로 선출되어 활발한 학회활동 및 대한민국의 소화기내시경 분야를 널리 알리고자 하였다. 현재는 임기가 종료되어 활발한 의료활동을 펼치고 있다.
EBS에서 방영하는 명의에 4회 출연하여 위, 식도질환 및 위암에 대해 널리 알렸다.
이 외에도 지속적인 연구와 전국에 소화기내시경 의사들을 위한 지침서를 발간하는 등 국내 의사들에게 도움이 되기 위한 활동을 이어나가고 있다.
심사평가원, 한국보건의료연구원의 급여, 인정비급여 등재 기여
진단 : 공초점현미경내시경(Confocal Laser Endomicroscopy), 엔도플립(Endo flip), 세포내시경(Endocytoscopy)
치료 : 내시경점막하박리술(ESD), 경구내시경근층절개술(POEM), 내시경 역류방지 점막절제술(ARMS), 복강경 내시경 협동수술(LECS), 스트레타(STRETTA)

## 여담
- 수준급의 드론, RC(비행기, 헬기) 조종 실력을 보유하고 있다.

- 취미생활로 게임, 분재를 즐긴다.